# Diócesis de Embu
La diócesis de Embu (en latín: Dioecesis Embuensis, en inglés: Roman Catholic Diocese of Embu y en suajili: Jimbo Katoliki la Embu) es una circunscripción eclesiástica de la Iglesia católica en Kenia. Se trata de una diócesis latina, sufragánea de la arquidiócesis de Nyeri. Desde el 9 de mayo de 2009 su obispo es Paul Kariuki.

## Territorio y organización
La diócesis tiene 2714 km² y extiende su jurisdicción sobre los fieles católicos de rito latino residentes en los exdistritos civiles de Embu y Mbeere de la extinta (desde 2013) provincia Oriental.
La sede de la diócesis se encuentra en la ciudad de Embu, en donde se halla la Catedral de San Pedro y San Pablo.
En 2021 en la diócesis existían 22 parroquias.

## Historia
La diócesis fue erigida el 9 de junio de 1986 con la bula Quoniam Nostrum del papa Juan Pablo II, obteniendo el territorio de la diócesis de Meru. Originalmente era sufragánea de la arquidiócesis de Nairobi.
El 21 de mayo de 1990 pasó a formar parte de la provincia eclesiástica de la arquidiócesis de Nyeri.

## Estadísticas
Según el Anuario Pontificio 2022 la diócesis tenía a fines de 2021 un total de 366 500 fieles bautizados.
| Año                                                                             | Población            | Población | Población      | Sacerdotes | Sacerdotes    | Sacerdotes    | Bautizados por sacerdote | Diáconos permanentes | Religiosos | Religiosos | Parroquias |
| Año                                                                             | Bautizados católicos | Total     | % de católicos | Total      | Clero secular | Clero regular | Bautizados por sacerdote | Diáconos permanentes | Varones    | Mujeres    | Parroquias |
| ------------------------------------------------------------------------------- | -------------------- | --------- | -------------- | ---------- | ------------- | ------------- | ------------------------ | -------------------- | ---------- | ---------- | ---------- |
| 1990                                                                            | 114 959              | 404 999   | 28.4           | 31         | 22            | 9             | 3708                     |                      | 10         | 54         | 12         |
| 1997                                                                            | 164 868              | 496 293   | 33.2           | 33         | 22            | 11            | 4996                     |                      | 13         | 83         | 14         |
| 2001                                                                            | 167 983              | 489 737   | 34.3           | 42         | 32            | 10            | 3999                     |                      | 73         | 89         | 15         |
| 2003                                                                            | 300 000              | 500 000   | 60.0           | 62         | 52            | 10            | 4838                     |                      | 15         | 76         | 16         |
| 2004                                                                            | 303 877              | 520 000   | 58.4           | 51         | 38            | 13            | 5958                     |                      | 17         | 99         | 16         |
| 2006                                                                            | 328 000              | 542 000   | 60.5           | 55         | 47            | 8             | 5963                     |                      | 11         | 92         | 16         |
| 2013                                                                            | 379 000              | 624 000   | 60.7           | 68         | 59            | 9             | 5573                     |                      | 11         | 74         | 18         |
| 2016                                                                            | 405 996              | 668 095   | 60.8           | 70         | 60            | 10            | 5799                     |                      | 11         | 83         | 21         |
| 2019                                                                            | 354 600              | 585 219   | 60.6           | 86         | 86            |               | 4123                     |                      |            | 114        | 22         |
| 2021                                                                            | 366 500              | 610 600   | 60.0           | 73         | 73            |               | 5020                     |                      | 2          | 122        | 22         |
| Fuente: Catholic-Hierarchy, que a su vez toma los datos del Anuario Pontificio. |                      |           |                |            |               |               |                          |                      |            |            |            |

## Episcopologio
- John Njue (9 de junio de 1986-9 de marzo de 2002 nombrado arzobispo coadjutor de Nyeri)
- Anthony Muheria (30 de octubre de 2003-28 de junio de 2008 nombrado obispo de Kitui)
- Paul Kariuki, desde el 9 de mayo de 2009